# Семенов Валентин Петрович
Валентин Петрович Семе́нов (нар. 17 грудня 1933, Севастополь — 7 грудня 1995) — український піаніст, концертмейстер, педагог; заслужений діяч мистецтв УРСР з 1977 року.

## Біографія
Народився 17 грудня 1933 року в Севастополі. 1957 року закінчив Одеську консерваторію імені А. В. Нежданової. Член КПРС з 1959 року. Працював викладачем (з 1960 року — директором) Одеської середньої спеціальної музичної школи-інтернату імені П. С. Столярського, з 1967 року — художнім керівником Одеської філармонії. З 1977 року — директор Одеського театру опери та балету.
За його ініціативи при Одеській філармонії створено оркестр українськиї народних інструментів, два інструментальних квартети. Був одним з організаторів Всесоюзних музичних фестивалів «Дунайська весна» (Одеса).